# Live from Le Cabaret
Albums de Maroon 5
Live from SoHo
(2008) Call and Response: The Remix Album
(2008)
Live from Le Cabaret est le troisième album en concert du groupe américain Maroon 5. Sorti le 8 juillet 2008 en téléchargement numérique, en tant qu’exclusivité commercialisée par l’iTunes Store, il a été enregistré au Cabaret de Montréal, au Québec le 13 juin 2007. Une édition du concert en DVD est incluse dans la réédition du précédent album studio du quintet, It Won't Be Soon Before Long.

## Liste des titres
| 1.    | If I Never See Your Face Again | Adam Levine, James Valentine            | 4:14  |
| 2.    | Makes Me Wonder                | Levine, Jesse Carmichael, Mickey Madden | 4:36  |
| 3.    | Harder to Breathe              | Levine, Carmichael                      | 2:54  |
| 4.    | The Sun                        | Levine                                  | 8:21  |
| 5.    | Secret                         | Levine, Carmichael                      | 5:38  |
| 6.    | Shiver                         | Levine, Carmichael                      | 5:28  |
| 7.    | Won't Go Home Without You      | Levine                                  | 3:40  |
| 8.    | Sunday Morning                 | Levine, Carmichael                      | 5:47  |
| 9.    | Little of Your Time            | Levine                                  | 3:42  |
| 10.   | Sweetest Goodbye               | Levine                                  | 11:27 |
| 11.   | She Will Be Loved              | Levine, Valentine                       | 4:41  |
| 12.   | This Love                      | Levine, Carmichael                      | 5:09  |
| 65:37 |                                |                                         |       |

## Classement hebdomadaire
| Classement (2008)          | Meilleure position |
| -------------------------- | ------------------ |
| États-Unis (Billboard 200) | 117                |